# Гродненский стеклозавод
Гродненский стеклозавод (бел. Гродзенскі шклозавод) — стекольное предприятие в Гродно, одна из крупнейших компаний отрасли в Республике Беларусь. Специализируется на производстве бесцветной и цветной стеклотары.

## История
В 1922 году в Гродно было основано производство аптечных склянок. В 1939 году предприятие было национализировано. В годы Великой Отечественной войны завод был разрушен, но уже в 1944 году возобновил работу. В 1953 году завод произвёл 10,3 млн единиц аптекарской посуды и 6 млн бутылок для пищевой промышленности. В 1959 году было освоено производство стеклошариков, в 1964 году завод был переведён на использование природного газа в качестве топлива. В 1970-е годы производство было модернизировано, началось производство стеклоблоков, узорчатого стекла, прокатного стекла, в 1991 году было освоено производство бутылок для шампанского на автомате роторного типа.
В 1944—1965 годах завод входил в Белорусский трест стекольной промышленности, подчинявшийся различным министерствам до 1957 года, в 1957—1965 годах — Совету народного хозяйства БССР. С 21 октября 1965 года завод подчинялся Министерству промышленности стройматериалов БССР (с 1991 года — Министерству промышленности стройматериалов Республики Беларусь), в 1994 году передан в подчинение Министерству архитектуры и строительства Республики Беларусь. В 2000 году преобразован в производственное республиканское унитарное предприятие (ПРУП). Впоследствии завод был преобразован в открытое акционерное общество.
По состоянию на начало 2000-х годов крупнейшими цехами завода были цеха приготовления шихты, производства прокатного стекла, стеклоблоков и стеклотары. Завод занимается производством узорного и армированного стекла, стеклоблоков, мелкую стеклотару, бутылки из цветного стекла для разлива шампанского, пива, напитков. В 2000-е — 2010-е годы модернизировалось производство на различных участках. В 2001 году завод произвёл 764 тыс. м² изделий из стекла и 53,5 млн бутылок.

## Современное состояние
В 2017 году завод произвёл 98,8 млн бутылок стеклянных в 0,5 л исчислении, загрузка производственных мощностей составила 97,6%. Мощность предприятия по выпуску бутылок составила 101 млн бутылок в год в 0,5 л исчислении; действовали две стекловаренные печи по выпуску бутылок из бесцветного стекла (60 млн бутылок) и одной стекловаренной печью по выпуску бутылок из зелёного (оливкового) стекла (41 млн бутылок). В 2016 году завод произвёл 533,6 тыс. м² стекла листового узорчатого и армированного (загрузка мощностей — 39,6%), в 2017 году не осуществлял выпуск этой продукции. В 2017 году доля Гродненского стеклозавода на рынке стеклотары в Республике Беларусь оценивалась в 27,5% (крупнейшим предприятием был Елизовский стеклозавод с 49% рынка). В 2015, 2016 и 2017 годах компания заканчивала год с чистыми убытками, рентабельность реализованной продукции за этот период выросла с -2,3% до +6,5%. В 2017 году на предприятии работало 576 человек. 95,9% продукции поставлялось на внутренний рынок, 2,5% продукции экспортировалось в Россию, небольшие объёмы — в Литву, Молдову, Кыргызстан и другие страны.
В 2018 году Елизовский стеклозавод (Могилёвская область) был признан банкротом, всё его имущество было присоединено к Гродненскому стеклозаводу. В 2021 году акции ОАО «Гродненского стеклозавода» были переданы Белорусской стекольной компании.
В 2020 году сообщалось о подготовке к переносу стеклозавода на новую производственную площадку к 2022 году. Стоимость проекта строительства нового завода оценивалась в 45 млн долларов. В 2021 году называлась сумма в 56 млн долларов. В феврале 2021 года государство взяло на себя погашение части долгов стеклозавода по валютным и рублёвым кредитам.